# Sekaimon
セカイモン（sekaimon）は、LINEヤフー株式会社の完全子会社である、日本のBEENOS株式会社（英称：BEENOS Inc.）のグループ企業の、株式会社ショップエアラインが運営するeBay公認の購入代行サービスである。

## 概要
世界最大級のオンラインマーケットプレイス eBayを運営するeBay Inc.と提携し、2007年12月にサービスを開始。
アメリカ合衆国 カリフォルニア州にある現地法人Shop Airlines America, Inc.と、オランダ王国 アムステルダムにある現地法人Shop Airlines Europe B.V.を拠点にサービスを展開。2022年1月現在、アメリカ、イギリス、ドイツ、カナダ、オーストリアの商品に対応しており、約2万カテゴリから15億点もの商品を購入することが可能である。また、同年2月には累計会員が100万人を突破している。2025年6月現在、フランス、オランダ、イタリアの商品も購入することが可能となっている。

## 特徴
アメリカのeBay.comおよび英国サイトのeBay.co.uk、ドイツサイトeBay.deで出品されている商品を日本語で検索することができる。また、商品購入後の出品者への支払いや購入にかかわるやり取り、商品の確認作業、通関手続き、国際配送などすべて購入者に代わって対応をする。
商品説明ページは日本語に翻訳されており、さらに購入から配達にかかる費用は日本円での支払いとなっている。
すべての手続きがセカイモンを通して行われるため、購入者は出品者と直接連絡を取ることはできないが、会員登録を行うとセカイモンを通して出品者に質問ができるサービスが無料で利用できる。

## 沿革
- 2007年12月　サービス公開
- 2011年9月　イギリスの商品取り扱い開始
- 2012年9月　20万円以上の高額商品の取り扱い開始
- 2013年3月　ドイツ商品の取り扱い開始
- 2013年4月　スマートフォン用トップページリリース
- 2013年6月　出品者への日本語質問サービスリリース
- 2013年7月　スマートフォン向けの検索機能リリース
- 2013年9月　海外有名ブランド公式ストア商品の取り扱いを開始
- 2013年11月　留め置きサービスのリリース
- 2014年4月　スナイプ入札機能リリース
- 2015年1月　セカイモン内の全ての商品において日本円表示を開始
- 2015年9月　US倉庫の自社運営開始
- 2015年10月　セカイモンコミュニティオープン
- 2016年2月　一部商品の送料固定化サービスをリリース
- 2017年5月　カナダ商品とオーストリア商品の取り扱い開始
- 2018年12月　AIを使用したチャットボットのリリース
- 2019年2月　AIを使用した輸入可否判別エンジンを導入
- 2019年3月　一部商品の関税・消費税固定化サービスをリリース
- 2019年11月　免税対象サービスになり、現地国内消費税が無料化[3]
- 2022年2月　累計会員数が100万人を突破する
- 2022年8月　会員ランク制度の導入を開始
- 2022年11月　「ギター」と「食品・飲料」のカテゴリを追加
- 2023年5月　フランス・オランダ商品の取り扱いを開始
- 2024年3月　イタリア商品の取り扱いを開始

## 関連会社
- LINEヤフー株式会社
- BEENOS株式会社
- tenso株式会社（Buyeeを運営）
- BeeCruise株式会社
- FASBEE株式会社
- BEENOS Travel株式会社
- BEENOS Entertainment株式会社
- BEENOS HR Links株式会社
- 必諾希亞太行銷 股份有限公司（英語表記：BEENOS Marketing Asia Inc.）
- 株式会社BEENOS Partners
- BEENOS Asia Pte. Ltd.
- BEENOS Plaza Pte. Ltd.
- 株式会社ONL
- メトロエンジン株式会社